# Matsudaira (Fujii)

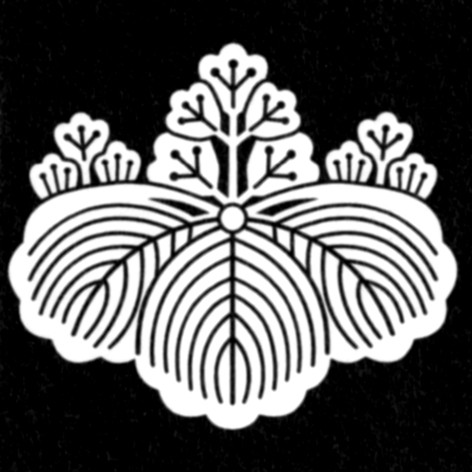
Wappen der Ueda-Fujii (Ueda-Stockrosen)

Wappen der Kaminoyama-Fujii (Bedeckter Sauerklee)

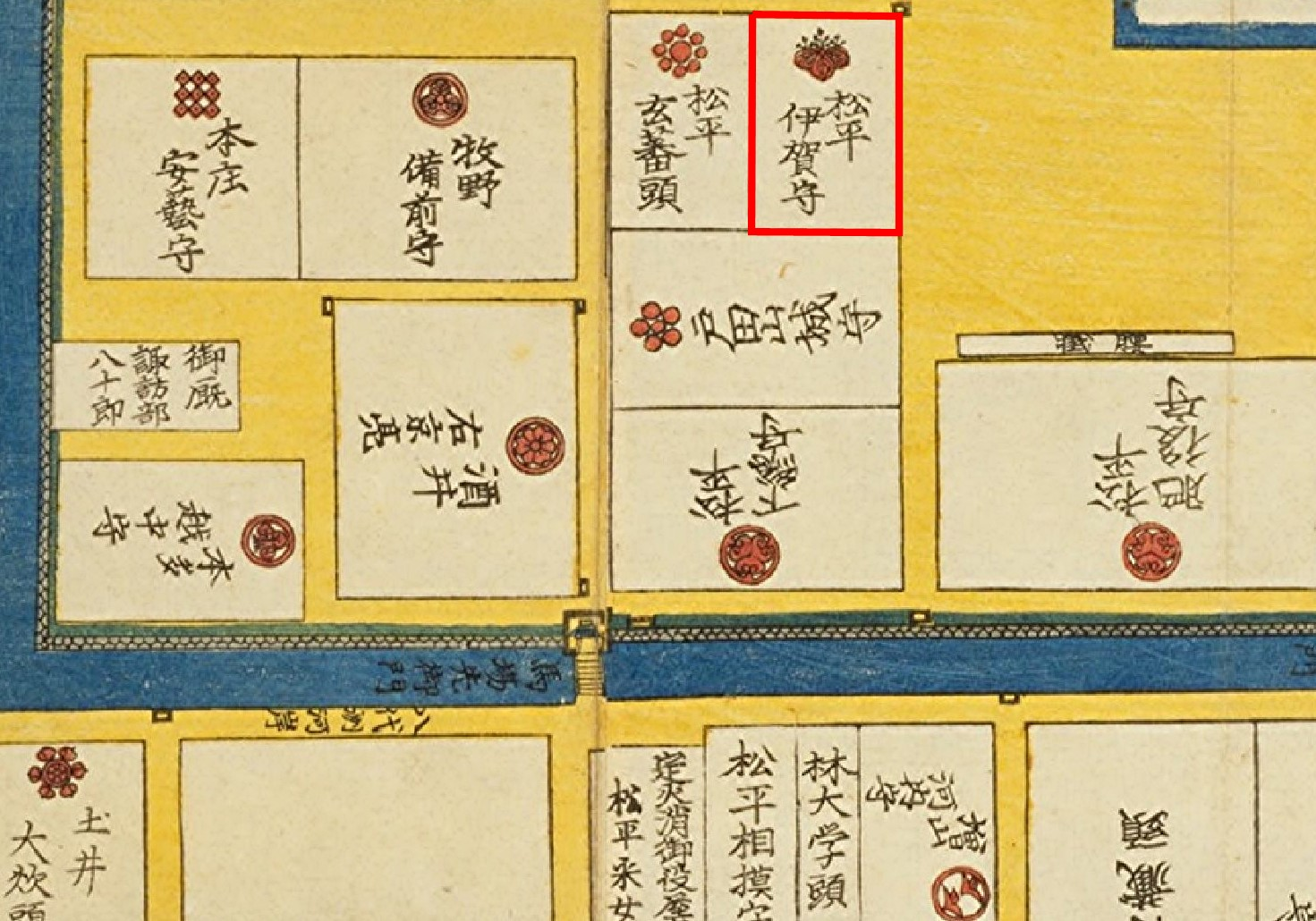
Ueda-Fujii Residenz in Edo

Die Fujii-Matsudaira (japanisch 藤井松平家, Fujii Matsudaira-ke) waren eine Familie des japanischen Schwertadels (Buke), die sich von Matsudaira Toshinaga ableitete, und die – in Fujii (Provinz Mikawa) residierend – sich nach diesem Ort nannten. Mit einem Einkommen von 53.000 Koku gehörten die zuletzt in Ueda (Präfektur Nagano) residierenden Fujii zu den größeren Fudai-Daimyō der Edo-Zeit.

## Genealogie
- Nobukazu (信一; 1539–1624) begleitete Tokugawa Ieyasu ins Kantō-Gebiet und ließ sich in Nunokawa (Shimousa) nieder. Im Jahr 1601 wurde er nach Tsuchiura (Hitachi) mit 30.000 Koku versetzt. Er adoptierte Nobuyoshi von den Sakurai-Matsudaira und übergab ihm seinen Besitz.
  - Nobuyoshi (信吉; 1580–1620), Adoptivsohn Nobukazus, übernahm von diesem Tsuchiura und wurde dann 1617 nach Takasaki (Kōzuke) mit 50.000 Koku und schließlich 1619 nach Sasayama (Tamba) versetzt.[3]
    - Tadakuni (忠国; 1597–1669), ältester Sohn Nobuyoshis, begründete den Hauptzweig. Dieser wurde von Sasayama 1640 nach Akashi (Harima) mit 70.000 Koku versetzt.
      - Nobuyuki (信之; 1631–1686), Sohn, wurde 1679 nach Kōriyama (Yamato) und 1685 nach Koga (Shimousa) versetzt.
        - Tadayuki (忠之; 1674–1695), Sohn, verlor 1693 sein Amt wegen Geisteskrankheit.
        - Nobumichi (信通; 1676–1722), Bruder Tadayukis, besaß Okidome (Yamato)[Anm. 2] mit 10.000 Koku und übernahm nach seiner Ernennung zum Familienoberhaupt Niwase (Bitchū)[Anm. 3] mit 20.000 Koku und dann 1697 Kaminoyama (Dewa) mit 30.000 Koku. Dort residierte dieser Zweig bis 1868. Danach Vizegraf.

    - Tadaharu (忠晴; 1598–1669), zweitältester Sohn, begründete einen Nebenzweig, der ab 1643 in Tanaka (Suruga)[Anm. 4] mit 18.000 Koku, ab 1644 in Kakegawa (Tōtōmi) mit 28.000 Koku und ab 1648 in Kameyama (Tamba).
      - Tadaaki (忠昭; 1644–1683), zweiter Sohn
      - Tadachika (忠周; 1661–1728), unehelicher dritter Sohn Tadaharus und später adoptiert von Tadaaki übernahm nach dessen Tod Kameyama und residierte ab 1680 in Iwatsuki (Musashi) mit 38.000 Koku, ab 1697 in Izushi (Tajima) und schließlich von 1704 bis 1868 in Ueda (Shinano) mit 53.000 Koku residierte.[4] Danach Vizegraf.